# Марія ван Керхове
Марія ДеДжозеф ван Керхове (англ. Maria DeJoseph Van Kerkhove, нар. 20 лютого 1977, Нью-Гартфорд) — американська лікар-інфекціоніст та епідеміолог. Ван Керхове має досвід роботи з патогенними мікроорганізмами високої небезпеки, та спеціалізується на нововиниклих і рекурентних небезпечних інфекційних захворюваннях, і працює в Програмі надзвичайних ситуацій у сфері охорони здоров'я Всесвітньої організації охорони. здоров'я (ВООЗ). Марія ван Керхове є технічним керівником реагування на COVID-19 і керівником відділу нових хвороб і зоонозів у ВООЗ.

## Ранні роки і навчання
Марія ван Керхове народилася як Марія Розанна ДеДжозеф у Нью-Гартфорді в штаті Нью-Йорк. У 1999 році вона отримала ступінь бакалавра біологічних наук у Корнельському університеті.
У 2000 році вона отримала ступінь магістра з епідеміології в медичній школі Стенфордського університету. У 2009 році здобула ступінь доктора філософії з епідеміології інфекційних захворювань у Лондонській школі гігієни та тропічної медицини, де вона написала дисертацію про пташиний грип у Камбоджі.

## Кар'єра
Марія ван Керхове розпочала свою дослідницьку кар'єру під час навчання в Корнельському університеті. Вона працювала науковим співробітником в американського біохімка Елоя Родрігеса, вивчаючи лікарські рослини басейну Амазонки. Ще навчаючись у магістратурі, вона продовжила роботу як науковий співробітник в медичній школі Стенфордського університету.
З 2000 по 2005 рік Ван Керкхове працювала старшим епідеміологом у медичній практиці компанії «Exponent» у Нью-Йорку. Після цього з 2006 по 2008 рік вона працювала епідеміологом в Інституті Пастера в Камбоджі, проводячи польові дослідження H5N1 для свого дослідження на звання доктора філософії.
З 2009 по 2015 рік Ван Керкхове була старшим науковим співробітником Центру аналізу медичних досліджень та моделювання спалахів схороб при Імперському коледжі Лондона. Вона спеціалізувалась на Еболі, Марбурзі, грипі, менінгіті, MERS-CoV і жовтій гарячці. У квітні 2009 року вона почала працювати технічним консультантом Всесвітньої організації охорони здоров'я у кластері глобальних можливостей, оповіщення та реагування. У 2013 році вона була технічним консультантом ВООЗ як член робочої групи з MERS-CoV.
З 2015 по 2017 рік ван Керкхове очолювала робочу групу з розслідування спалахів у Центрі глобального здоров'я Інституту Пастера, проводячи польові дослідження навколишніх зоонозів, респіраторних вірусів і нових/рецидивних вірусів, таких як вірус Зіка, MERS-CoV, Ебола і Марбург. Вона спеціалізувалась на польових дослідженнях для збору даних про високопатогенний пташиний грип H5N1 (HPAI/H5N1), зосереджуючись на ризиках передачі від птиці до людини.
Ван Керкхове є почесним лектором Імперського коледжу Лондона з 2015 року. З березня 2017 року вона є науковцем, технічним керівником відділу MERS-CoV у ВООЗ у Женеві в Швейцарії. На 2023 рік вона очолювала відділ нових хвороб і зоонозів у Програмі ВООЗ з надзвичайних ситуацій у сфері охорони здоров'я. Вона також була керівником технічних і медичних операцій з COVID-19. У рамках своєї роботи з ВООЗ Ван Керкхов виступала на регулярних прес-конференціях ВООЗ щодо пандемії COVID-19. На них ван Керхове дала відповіді на типові запитання про пандемію. Ван Керхове провела 2 тижні в Китаї в лютому 2020 року, щоб краще зрозуміти пандемію COVID-19 і зрозуміти, як Китай намагається контролювати поширення хвороби.

## Особисте життя
Марія ван Керхове живе в Женеві зі своїм чоловіком Нілом і двома синами.

## Вибрані праці та публікації
- Van Kerkhove, Maria D (2009). H5N1/Highly Pathogenic Avian Influenza in Cambodia: Evaluating poultry movement and the extent of interaction between poultry and humans (PDF) (PhD thesis). London: University of London: London School of Hygiene & Tropical Medicine. doi:10.17037/PUBS.00682389. Архів оригіналу (PDF) за 13 квітня 2020. Процитовано 24 березня 2020. (англ.)
- WHO Ebola Response Team; Agua-Agum, J; Ariyarajah, A; Blake, IM; Cori, A; Donnelly, CA; Dorigatti, I; Dye, C; Eckmanns, T; Ferguson, NM; Fraser, C; Garske, T; Hinsley, W; Jombart, T; Mills, HL; Nedjati-Gilani, G; Newton, E; Nouvellet, P; Perkins, D; Riley, S; Schumacher, D; Shah, A; Thomas, LJ; Van Kerkhove, MD (7 січня 2016). Ebola Virus Disease among Male and Female Persons in West Africa. The New England Journal of Medicine. 374 (1): 96—8. doi:10.1056/NEJMc1510305. PMC 4812164. PMID 26736011. (англ.)
- Aguanno, Ryan; ElIdrissi, Ahmed; Elkholy, Amgad A.; Ben Embarek, Peter; Gardner, Emma; Grant, Rebecca; Mahrous, Heba; Malik, Mamunur Rahman; Pavade, Gounalan; VonDobschuetz, Sophie; Wiersma, Lidewij; Van Kerkhove, Maria D. (листопада 2018). MERS: Progress on the global response, remaining challenges and the way forward. Antiviral Research. 159: 35—44. doi:10.1016/j.antiviral.2018.09.002. PMC 7113883. PMID 30236531. (англ.)
- Bernard-Stoecklin, Sibylle; Nikolay, Birgit; Assiri, Abdullah; Bin Saeed, Abdul Aziz; Ben Embarek, Peter Karim; El Bushra, Hassan; Ki, Moran; Malik, Mamunur Rahman; Fontanet, Arnaud; Cauchemez, Simon; Van Kerkhove, Maria D. (14 травня 2019). Comparative Analysis of Eleven Healthcare-Associated Outbreaks of Middle East Respiratory Syndrome Coronavirus (Mers-Cov) from 2015 to 2017. Scientific Reports. 9 (1): 7385. Bibcode:2019NatSR...9.7385B. doi:10.1038/s41598-019-43586-9. PMC 6517387. PMID 31089148. (англ.)
- Farag, Elmoubasher; Nour, Mohamed; Islam, Md. Mazharul; Mustafa, Aya; Khalid, Minahil; Sikkema, Reina S.; Alhajri, Forhud; Bu-Sayaa, Abdulla; Haroun, Mohamed; Van Kerkhove, Maria D.; Elkholy, Amgad; Malik, Sk. Mamunur R.; Reusken, Chantal; Koopmans, Marion; AlHajri, Mohd M. (червень 2019). Qatar experience on One Health approach for middle-east respiratory syndrome coronavirus, 2012–2017: A viewpoint. One Health. 7: 100090. doi:10.1016/j.onehlt.2019.100090. PMC 6462540. PMID 31011617. (англ.)
- Ramshaw, Rebecca E.; Letourneau, Ian D.; Hong, Amy Y.; Hon, Julia; Morgan, Julia D.; Osborne, Joshua C. P.; Shirude, Shreya; Van Kerkhove, Maria D.; Hay, Simon I.; Pigott, David M. (13 грудня 2019). A database of geopositioned Middle East Respiratory Syndrome Coronavirus occurrences. Scientific Data. 6 (1): 318. Bibcode:2019NatSD...6..318R. doi:10.1038/s41597-019-0330-0. PMC 6911100. PMID 31836720. (англ.)
- Memish, Ziad A; Perlman, Stanley; Van Kerkhove, Maria D; Zumla, Alimuddin (березень 2020). Middle East respiratory syndrome. The Lancet. 395 (10229): 1063—1077. doi:10.1016/S0140-6736(19)33221-0. PMC 7155742. PMID 32145185. (англ.)
- Elkholy, Amgad A.; Grant, Rebecca; Assiri, Abdullah; Elhakim, Mohamed; Malik, Mamunur R.; Van Kerkhove, Maria D. (March 2020). MERS-CoV infection among healthcare workers and risk factors for death: Retrospective analysis of all laboratory-confirmed cases reported to WHO from 2012 to 2 June 2018. Journal of Infection and Public Health. 13 (3): 418—422. doi:10.1016/j.jiph.2019.04.011. PMC 7102841. PMID 31056437. (англ.)